# Neolebias axelrodi
Neolebias axelrodi är en fiskart som beskrevs av Max Poll och Gosse, 1963. Neolebias axelrodi ingår i släktet Neolebias och familjen Distichodontidae. IUCN kategoriserar arten globalt som starkt hotad. Inga underarter finns listade i Catalogue of Life.